# رویسات (استان ورقله)
رویسات (به عربی: الرویسات) یک شهرداری در الجزایر است که در ناحیه ورقله واقع شده‌است. رویسات ۵۸٬۱۱۲ نفر جمعیت دارد و ۱۳۸ متر بالاتر از سطح دریا واقع شده‌است.